# استیپلفورد (ویلتشر)
استیپلفورد (به انگلیسی: Stapleford) یک روستا و محله مدنی در بریتانیا است که در Wiltshire واقع شده‌است. استیپلفورد ۲۶۴ نفر جمعیت دارد.